# Thị trấn trực thuộc quận
Thị trấn trực thuộc quận là đơn vị hành chính thuộc quận thuộc chủ thể liên bang của Nga. Nó có địa vị tương đương selsoviet (xã) hoặc khu định cư kiểu đô thị trực thuộc quận nhưng được thành lập trên cơ sở thị trấn (khác với khu vực nông thôn hoặc khu định cư kiểu đô thị) và thường bao gồm cả vùng nông thôn bao quanh.

## Mô tả
Hiến pháp năm 1993 của Nga được thông qua, loại đơn vị hành chính này được định nghĩa trên toàn lãnh thổ Xô viết LB Nga là địa phương có dân cư đóng vai trò trung tâm văn hóa và công nghiệp của một quận và có dân số không ít hơn 12,000, trong đó tối thiểu 80% là công nhân, nhân viên dịch vụ công, và các thành viên gia đình của họ. Sau khi Hiến pháp 1993 được thông qua, cấu trúc hành chính - lãnh thổ của các chủ thể liên bang không còn được quy định là trách nhiệm của chính phủ liên bang hay trách nhiệm chung của chính phủ liên bang và các chủ thể liên bang. Quy định về các vấn đề này theo truyền thống được chính phủ của các chủ thể liên bang giải thích như một dấu hiệu cho thấy các vấn đề về đơn vị hành chính-lãnh thổ hoàn toàn thuộc trách nhiệm của chính các chủ thể liên bang. Kết quả là, cấu trúc hành chính-lãnh thổ của các chủ thể liên bang hiện nay rất khác nhau giữa các chủ thể liên bang với nhau; bao gồm cách thức tổ chức các thị trấn trực thuộc quận và việc lựa chọn một thuật ngữ để chỉ các thực thể đó.

## Như là đơn vị hành chính
Tính đến năm 2013, có các loại thực thể sau được công nhận:
| Định danh                                     | Định danh tiếng Anh                                    | Định danh tiếng Nga                                    | Thuộc chủ thể |
| --------------------------------------------- | ------------------------------------------------------ | ------------------------------------------------------ | --- |
| Thị trấn trực thuộc quận                      | District town                                          | районный город                                         | biên khu (vùng) Krasnoyarsk |
| Đơn vị định cư đô thị                         | Settlement municipal formation                         | муниципальное образование со статусом поселения        | tỉnh Leningrad |
| Thị trấn                                      | Town                                                   | город                                                  | các nước Cộng hòa Buryatia, Cộng hòa Kalmykia và Cộng hòa Sakha; các biên khu (vùng) Krasnodar và Stavropol; các tỉnh Chelyabinsk, Ivanovo, Kirov, Moskva, Murmansk, và Novosibirsk |
| Khu hành chính thị trấn                       | Town administration                                    | городская администрация                                | Cộng hòa Chechnya |
| Thị trấn trực thuộc quận                      | Town of district significance                          | город районного значения                               | các nước Cộng hòa Mari El, Cộng hòa Mordovia, Cộng hòa Tatarstan, và Cộng hòa Udmurtia; biên khu (vùng) Altai; các tỉnh Arkhangelsk, Astrakhan, Kaliningrad, Kemerovo, Kostroma, Kursk, Nizhny Novgorod, Novgorod, Novgorod, Oryol, Penza, Ryazan, Tambov, Ulyanovsk, Volgograd, Vologda, và Yaroslavl |
| Thị trấn trực thuộc lãnh thổ hành chính       | Town of district significance administrative territory | административная территория – город районного значения | nước Cộng hòa Komi |
| Thị trấn trực thuộc quận                      | Town under district jurisdiction                       | город районного подчинения                             | nước Cộng hòa Bắc Ossetia-Alania; các tỉnh Kurgan, Lipetsk, và Tula |
| Thị trấn trực thuộc quận (khu định cư đô thị) | Town under district jurisdiction (urban settlement)    | город кожуунного подчинения (городское поселение)      | nước Cộng hòa Tuva |
| Khu hành chính đô thị                         | Urban administrative okrug                             | городской административный округ                       | tỉnh Bryansk |
| Khu định cư đô thị                            | Urban settlement                                       | городское поселение                                    | nước Cộng hòa Chuvashia và nước Cộng hòa Bắc Ossetia-Alania; các tỉnh Amur, Rostov, Smolensk, và Voronezh |

## Như là địa phương có dân cư
Một số chủ thể liên bang của Nga, như Cộng hòa Sakha chẳng hạn, dùng thuật ngữ "thị trấn trực thuộc quận" để chỉ một loại địa phương đô thị thay vì chỉ một đơn vị hành chính. Khá rắc rối, Cộng hòa Sakha lại dùng thuật ngữ "thị trấn" để chỉ đơn vị hành chính.